# Álgebra cuántica afín
En matemáticas, un álgebra cuántica afín (o grupo afín cuántico) es un álgebra de Hopf que cumple ser una q-deformación del álgebra envolvente universal de un álgebra de Lie afín. Fueron introducidas de forma independiente por Drinfeld (1985) y Jimbo (1985) como un caso particular de su construcción general de un grupo cuántico de una matriz de Cartan. Una de sus principales aplicaciones ha sido a la teoría de modelos de red resolubles en mecánica cuántica estadística, donde la ecuación de Yang-Baxter ocurre con un parámetro espectral. Los aspectos combinatorios de la teoría de representación de álgebras cuánticas afines se puede describir simplemente utilizando bases cristalográficas, lo que se corresponde con el caso degenerado en el que el parámetro de deformación q se cancela y el hamiltoniano del modelo de red asociado no se puede diagonalizar explícitamente.